# فرودگاه پراینویل
 فرودگاه پراینویل (به انگلیسی: Prineville Airport) یک فرودگاه همگانی بهره‌برداری هوایی با کد یاتا PRZ است که یک باند فرود آسفالت دارد و طول باند آن ۱۵۲۴ متر است. این فرودگاه در کشور ایالات متحده آمریکا قرار دارد و در ارتفاع ۹۹۱ متری از سطح دریا واقع شده است.